# Ghania Eddalia
Ghania Eddalia, née le 10 octobre 1963 à El Affroun, est une femme politique algérienne. Elle est ministre de la Solidarité nationale, de la Famille et de la Condition de la femme algérienne depuis mai 2017.

## Biographie
Née en octobre 1963, Ghania Eddalia obtient en 1988 une licence en psychologie clinique acquise à l'université d'Alger puis, par la suite, un magister en gestion des ressources humaines dans la même université. En 2001, elle obtient un diplôme de post- graduation spécialisée en management des ressources humaines à l'ISGP Alger.
Elle fait ensuite, en France, une formation en psychologie clinique et en victimologie.
Elle devient ensuite professeur de français au lycée dans la wilaya de Blida.
Le 4 mai 2017, pour les élections législatives, elle mène la liste du Front de libération nationale (FLN) à Blida.
Le 25 mai 2017, Ghania Eddalia est nommée par le président algérien Abdelaziz Bouteflika, ministre de la Solidarité nationale  et de la Famille et de la Condition de la femme algérienne au sein du gouvernement Abdelmadjid Tebboune puis du gouvernement Ahmed Ouyahia X le 16 août.